# Robin van Persie
Robin van Persie (pronunție în neerlandeză [ˈrɔbɪn vɑn ˈpɛrsi] ⓘ; n. 6 august 1983, Rotterdam, Țările de Jos) este un fotbalist neerlandez retras din activitate, care a jucat pe post de atacant la echipe ca Arsenal, Feyenoord și Manchester United. Pe plan internațional, are prezențe la națională pentru Țările de Jos U17⁠(d), Țările de Jos U19⁠(d), Țările de Jos U21⁠(d) și Țările de Jos. După încheierea carierei, a devenit antrenor, și antrenează în prezent pe Feyenoord Rotterdam.
Provine de la echipa de tineret a clubului Feyenoord. A semnat cu Arsenal în 2004, devenind căpitanul echipei pe 16 august 2011 cu un an înainte de a se transfera la rivala Manchester United. Calitățile și stilul de joc i-au atras comparații cu legenda olandeză Marco van Basten. Pe 7 iunie 2013, Van Persie a fost numit căpitan al naționalei de fotbal a Țărilor de Jos.
Fiul a doi artiști, Van Persie a fost încurajat să meargă pe urmele părinților săi, dar el a preferat în schimb fotbalul și s-a alăturat echipei de tineret a clubului SBV Excelsior. A debutat în fotbalul mare la un alt club, Feyenoord Rotterdam, unde a stat trei sezoane și a câștigat Cupa UEFA 2002. A fost numit Cel mai talentat fotbalist olandez al anului în sezonul 2001-2002. Neînțelegerile cu antrenorul Bert van Marwijk l-au determinat să schimbe echipa, iar Van Persie s-a transferat la Arsenal Londra în 2004 pentru 2.75 milioane de lire ca înlocuitor pe termen lung pentru Dennis Bergkamp. A câștigat FA Community Shield și FA Cup în primul sezon la clubul londonez, dar nu a mai câștigat nici un trofeu important în următorii opt ani petrecuți la Arsenal. Van Persie a fost numit Jucătorul Lunii în Premier League de trei ori. În 2012, Van Persie a fost clasat pe locul 7 într-un clasament realizat de The Guardian al Celor mai buni 100 de fotbaliști din lume.
Van Persie a fost internațional de tineret, reprezentând naționalele sub-17, sub-19 și sub-21. A debutat la naționala mare a Țărilor de Jos în 2005 într-un meci amical jucat împotriva României. O lună mai târziu a marcat primul gol pentru echipa de seniori într-o victorie cu 4-0 împotriva Finlandei. Van Persie a fost selecționat de 78 de ori și a marcat de 41 de ori pentru Țările de Jos acest lucru transformându-l în cel mai bun marcator din istoria naționalei. A jucat la Campionatul Mondial de Fotbal 2006, Campionatul European de Fotbal 2008, Campionatul Mondial de Fotbal 2010 și la Campionatul European de Fotbal 2012 și la Campionatul Mondial de Fotbal 2014.

## Tinerețe
Van Persie a crescut în Kraligen, în partea de est a orașului Rotterdam. Mama sa, José Ras era pictor, iar tatăl său, Bob, era sculptor. Are două surori, Lilly și Kiki. Robin a fost influențat de părinții lui să se implice în lumea artei, dar acesta a ales fotbalul.

## Cariera la cluburi

### Feyenoord
Van Persie a intrat în echipa de juniori a echipei olandeze SBV Excelsior, dar a renunțat din cauza unor conflicte cu antrenorii și a semnat cu Feyenoord. A fost promovat repede ca titular din cauza unor accidentări suferite de niște coechipieri ai săi. Și-a făcut debutul la vârsta de 17 ani, primind premiul KNVB pentru cel mai bun talent la juniori la sfârșitul sezonului 2001-2002.
A semnat un contract de 3 ani și jumătate cu Feyenoord la începutul sezonului următor și a înscris 5 goluri în meciul cu AGOVV pentru a câștiga Cupa Amstel pe data de 6 februarie 2003. Cu toate acestea, din cauza unui conflict cu managerul Bert van Marwijk, Van Persie a fost scos din prima echipă și pus ca rezervă. Van Marwijk a declarat reporterilor că „Comportamentul său a făcut imposibilă rămânerea lui în primul 11, așa că de acum va rămâne doar o rezervă”. În timpul unui meci cu rezervele între Feyenoord și Ajax, van Persie a fost unul dintre jucătorii atacați de huliganii care au pătruns în teren.
Conflictul său cu antrenorul a continuat atunci când a fost trimis acasă de acesta chiar în ajunul finalei Supercupei UEFA din 2003, împotriva lui Real Madrid, după ce antrenorul s-a declarat nemulțumit de limbajul corpului folosit de Van Persie după ce a fost trimis la încălzire într-un meci din ligă. Van Persie și-a finalizat debutul în prima echipă cu 28 de meciuri și 8 goluri înscrise.
Feyenoord a încercat fără succes să extindă contractul cu Van Persie, relația sa cu antrenorul deteriorându-se din ce în ce mai mult. Din cauza acestui lucru, Van Persie a stat mai mult pe bancă în sezonul 2003-2004. A jucat din nou 28 de meciuri, dar a înscris doar 6 goluri. În timpul transferurilor din ianuarie, clubul Eredivisie a intrat în negocieri cu Arsenal, care căutau un înlocuitor pe termen lung pentru veteranul Dennis Bergkamp. Niciuna din tabere nu s-au putut înțelege la termen, iar 5 luni mai târziu, Arsenal îl cumpăra pe Van Persie pentru 2,75 milioane de lire sterline, puțin peste jumătatea sumei inițiale cerute de Feyenoord.

### Arsenal
Pe data de 17 mai 2004, van Persie a semnat un contract pe 4 ani cu Arsenal. Managerul Arsène Wenger, care plănuia să îl facă pe Robin să joace în centru ca atacant și nu pe partea stângă, cum făcea el de obicei, așa cum a reușit să facă și cu starul său, Thierry Henry, a spus despre noua sa achiziție că „Poate juca pe partea stângă în mijlocul terenului, ca un jucător creativ în spatele atacanților principali”. Arsenal a mai cumpărat un atacant în ianuarie, pe spaniolul José Antonio Reyes, lăsându-i pe cei doi să concureze în meciuri. Van Persie și-a făcut debutul și a câștigat un trofeu în același timp, când a fost introdus în meci ca rezervă împotriva lui Manchester United pentru titlul FA Community Shield, meci câștigat de Arsenal cu scorul de 3-1 pe data de 8 august 2004. Robin Van Persie a petrecut cel mai mult timp pe bancă în prima parte a sezonului 2004-2005 și și-a făcut debutul competitiv pe data de 27 octombrie, când a deschis scorul pentru Arsenal în meciul din cupa ligii cu Manchester City, câștigat de Arsenal cu scorul de 2-1. Cu toate acestea, a primit un cartonaș roșu pentru prima oară în uniforma lui Arsenal pe data de 26 februarie într-un meci terminat la egalitate 1-1 cu Southampton FC, după ce l-a faultat pe Graeme Le Saux, pentru care Wenger a fost văzut strigând obscenități lui van Persie de pe marginea terenului. Apoi, a declarat presei „Nu îl susțin pe van Persie astăzi, dar nu și-a pierdut controlul la pauză. Când arbitrul a eliminat un jucător pe teren propriu, acesta este sub presiune, deci dacă un jucător trebuie să se comporte într-un fel, ar trebui să o facă ca el.”. Ca urmare, van Persie a fost ținut pe bancă mai mult timp, începând cu meciul din cupa ligii împotriva lui Sheffield United  și a fost reintrodus ca titular doar când Henry s-a accidentat, iar van Persie a înscris de două ori în semifinala cupei ligii împotriva celor de la Blackburn Rovers. Restul sezonului a fost marcat de accidentarea lui van Persie, terminându-l cu un total de 10 goluri în 41 de meciuri în toate competițiile.

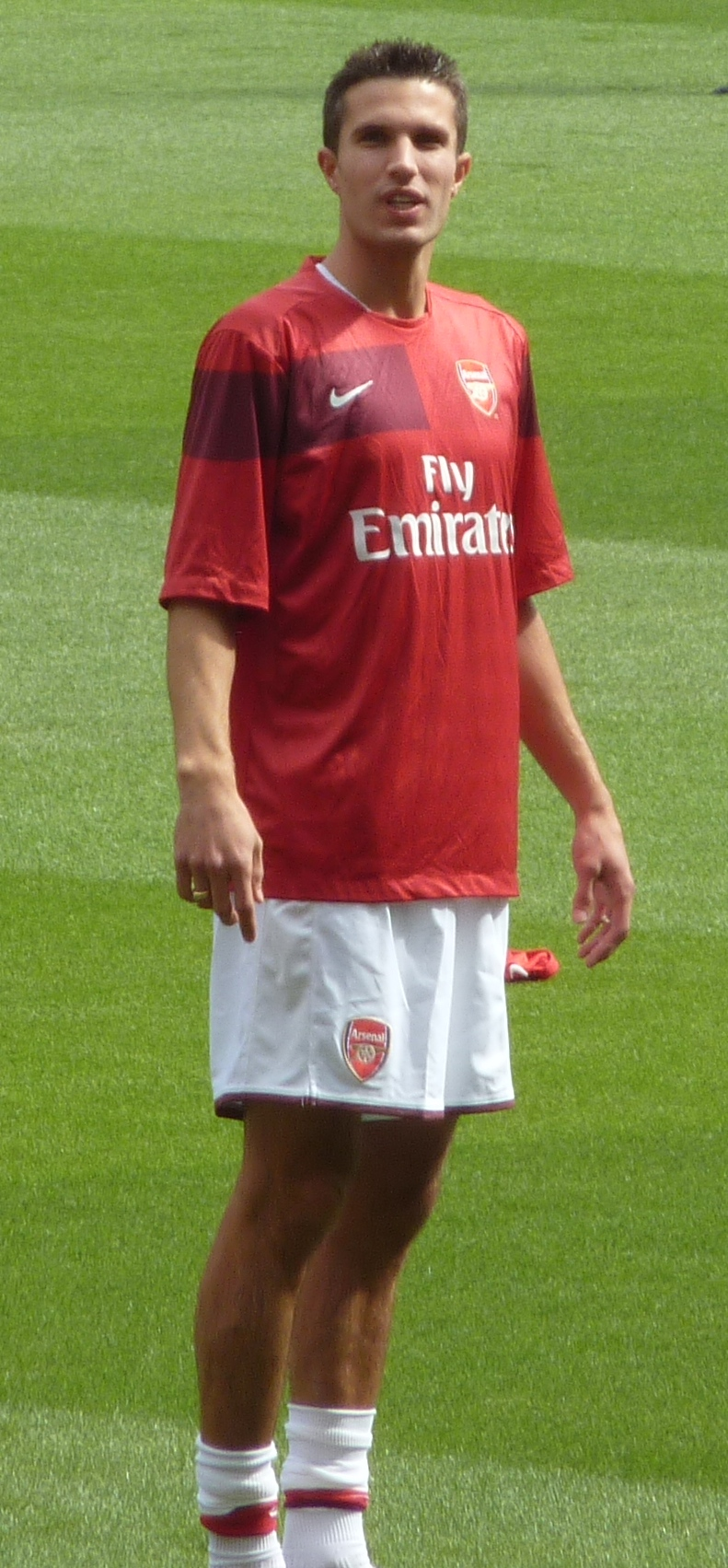
Robin van Persie jucând pentru Arsenal

Datorită faptului că forma lui fizică progresa, van Persie a primit premiul de jucătorul lunii noiembrie, 2005 după opt goluri în opt începuturi și a fost recompensat cu un contract extins pe cinci ani, până în 2011 pe data de 4 ianuarie. Cu toate acestea, la două zile de la semnarea contractului, van Persie s-a accidentat din nou, după ce un adversar l-a călcat pe picior și i-a fracturat degetul într-un meci împotriva clubului Cardiff. Van Persie a jucat următoarele trei meciuri cu o gaură în pantof pentru a atenua durerea până când s-a recuperat complet pentru meciul cu West Ham United pe data de 1 februarie. A fost rezervă în finala UEFA Champions League cu Barcelona, dar nu a fost introdus în teren.
Începutul sezonului 2006-2007 a fost marcat de un voleu aerian pe care Wenger l-a numit „un gol de o viață” și a fost numit apoi golul lunii septembrie de către BBC și a fost numit în 2006 sportivul anului în Rotterdam. Cu toate acestea, sezonul lui s-a terminat încă o dată devreme din cauza une accidentări la picior pe care a suferit-o în timp ce sărbătorea golul de egalare împotriva lui Manchester United. A finalizat sezonul cu 13 goluri.
După ce Henry s-a transferat la Barcelona, van Persie și-a asumat rolul de atacant principal al echipei. După șapte goluri în opt meciuri din ligă, van Persie a rămas pe marginea terenului din cauza unei accidentări la genunchi suferite la echipa națională. Și-a făcut revenirea în meciul din grupele Champions League împotriva clubului Steaua București pe data de 12 decembrie.
Van Pesie și-a început sezonul 2008-2009 pe data de 31 august în partida Arsenal - Newcastle United terminată cu scorul de 3 - 0. Pe data de 29 octombrie, van Persie a înscris golul cu numărul 50 al carierei sale la Arsenal în derby-ul cu Tottenham Hotspur, dar a primit primul cartonaș roșu al sezonului pe data de 1 noiembrie după ce l-a doborât pe portarul Thomas Sørensen cu umărul în partida cu Stoke City. Portarul a recunoscut că l-a provocat pe van Persie pentru a obține o reacție din partea sa. Pe data de 21 decembrie 2008, un gol pe care l-a înscris împotriva lui Liverpool i-a adus premiul de golul lunii acordat de BBC pentru a doua oară în cariera sa.
Datorită accidentării căpitanului Cesc Fabregas, iar portarul Manuel Almunia fiind lăsat să se odihnească, van Persie a devenit căpitanul echipei pentru prima oară pe data de 3 ianuarie 2009 în meciul împotriva celor de la Plymouth Argyle, în care van Persie a înscris două goluri, al treilea fiind un autogol dat din centrarea sa. În ianuarie 2009, van Persie a înscris sau a asistat decisiv la toate golurile lui Arsenal, ceea ce i-a adus titlul de jucător al lunii al clubului. Pe data de 24 februarie, van Persie a înscris dintr-un penalty decisiv în Champions League împotriva celor de la AS Roma, după ce a fost faultat de fundașul Philippe Mexès.
Acesta a fost cel mai bun sezon la Arsenal pentru van Persie, după ce a înscris 11 goluri în Premier League, precum și 11 pase decisive. În total, a înscris 20 de goluri în toate competițiile.

### Manchester United
Pe 15 august 2012, Arsenal a anunțat că a ajuns la o înțelegere cu Manchester United pentru transferul său, dar jucătorul încă nu confirmase. Pe 17 august 2012, Van Persie s-a transferat la Manchester United pentru 30 de milioane de euro, semnând un contract pe patru ani.
Debutul său la noua echipă a avut loc pe 20 august,intrând din postura de rezervă în minutul 68,înlocuindu-l pe Danny Welbeck. Echipa sa a pierdut cu 2-0.
Cinci zile mai târziu,cu primul său șut pe poartă la noua sa echipă,a înscris primul său gol pentru Manchester United,primul gol al diavolilor din victoria cu 3-2 împotriva lui Fulham.
Pe 2 septembrie 2012, a înscris primul său hattrick într-o altă victorie cu 3-2 asupra lui Southampton de data aceasta,ajutând-o pe United să revină de la 2-1 pentru adversari; al treilea său gol a fost cel de-al 100-lea gol al său în Premier League.Van Persie a ratat și un penalty în minutul 69.

### Fenerbahce
Pe 14 iulie 2015, Van Persie a semnat un contract pentru trei ani cu Fenerbahce.

## Cariera internațională
Van Persie a devenit căpitanul echipei naționale a Țărilor de Jos în mai puțin de o săptămână, primul meci fiind pe 4 iunie 2005, cu scorul de 2 - 0 împotriva României, iar după patru zile în meciul împotriva Finlandei, care i-a adus primul său gol la națională, scorul final fiind de 4 - 0.
A fost golgheterul campionatului englez, ediția 2011-2012, cu 30 de goluri. De asemenea, a fost ales și cel mai bun jucător al sezonului în Premier League.

### Cupa Mondială din 2006
Deși nu era mereu în primul 11 la Arsenal, antrenorul Marco van Basten îl avea pregătit pentru finală. Van Persie a jucat în toate cele patru meciuri ale Țărilor de Jos și a înscris unicul său gol împotriva Coastei de Fildeș dintr-o lovitură liberă.

### Euro 2008
Van Persie a înscris patru goluri în calificări pentru Țările de Jos și a fost folosit ca extremă în spatele atacantului Ruud van Nistelrooy în timpul turneului, când van Basten a decis să schimbe formația în 4-2-3-1. Pe data de 13 iunie, a înscris un gol împotriva Franței, iar apoi a înscris ca titular în meciul cu România. A încheiat cu două goluri, Țările de Jos terminând pe locul 1 în grupă, dar a fost eliminată în optimi.

### După Euro 2008
Van Persie a înscris în amicalele cu Rusia și Suedia. De asemenea, a înscris un gol cu capul într-un meci de calificare pentru Cupa Mondială într-un meci contra Scoției,lucru care a stârnit dezbateri dacă jucătorul ar trebui să execute lovitura de colț sau să aștepte mingea în careu.S-a accidentat în acel meci și a fost înlocuit la începutul reprizei secunde.

### Cupa Mondială din 2010
Van Persie a fost inclus în echipa pentru preliminariile pentru Cupa Mondială din 2010 din Africa de Sud. Pe 27 mai 2010, antrenorul Țărilor de Jos, Bert van Marwijk a anunțat că jucătorul este în echipa de 23 de jucători care participă la turneu. Van Persie a fost titular în primul meci al turneului,o victorie cu 2-0 în fața Danemarcei.Pe 24 Iunie, a înscris primul gol al său la acel turneu împotriva Camerunului într-o victorie cu 2-1 care le-a asigurat olandezilor prima poziție în grupă cu trei victorii și a fost numit oficial omul meciului.A început fiecare meci ca titular,deși nu a mai înscris goluri. Chiar și așa olandezul a ajuns în finala Cupei Mondiale din 2010,dar echipa sa a pierdut meciul datorită golului din prelungiri al lui Andrés Iniesta.

### UEFA Euro 2012

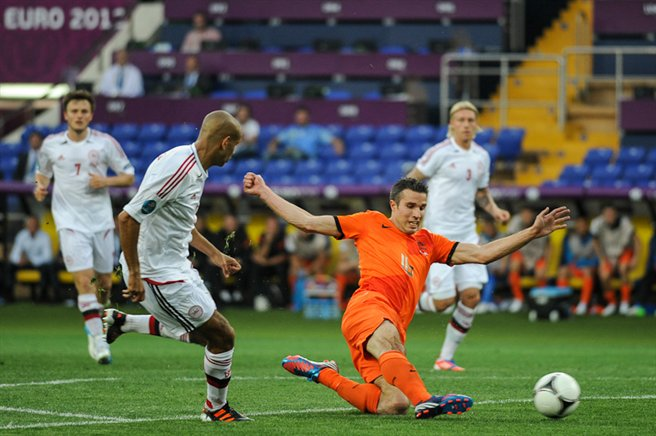
van Persie la Euro 2012

Pe 2 septembrie 2011, Van Persie a înscris patru goluri într-o victorie record 11-0 cu San Marino. A intrat în topul primilor 10 marcatori ai tuturor timpurilor din Țările de Jos cu un total de 25 de goluri,întrecându-l pe Marco van Basten. Van Persie nu mai înscrisese patru goluri într-un meci de mult timp.
Pe 13 iunie 2012,Van Persie a înscris un gol împotriva Germaniei în înfrângerea cu 2-1 a echipei sale la Campionatul European în faza grupelor.

### După Euro 2012
La venirea la naționala Țărilor de Jos, Louis van Gaal l-a criticat pe Van Persie,spunând că nu-l va folosi și că a fost cel mai slab jucător al Țărilor de Jos la Euro 2012;în locul său declara că-l va folosi pe Klaas-Jan Huntelaar.Cu toate acestea, pe 7 septembrie 2012, Van Persie a început ca titular și a înscris primul gol al echipei sale în campania de calificare pentru Cupa Mondială din 2014. A înscris în minutul 17' împotriva Turciei, finalizând cu capul, plasat, după o centrare din corner, într-un moment greu al partidei,în care balanța părea să încline de partea turcilor. Echipa sa a câștigat meciul cu 2-0. În al doilea meci al grupei,cu Ungaria,Van Persie a început tot titular; n-a reușit să înscrie,dar a contribuit la primul gol.A fost schimbat în minutul 46',fiind înlocuit de Huntelaar, care a și marcat ultimul gol al olandezilor.În meciul de la București cu România, van Persie a marcat ultimul gol al victoriei Țărilor de Jos cu 4-1.Pe 22 martie, Robin a marcat un alt gol împotriva Estoniei, în minutul 72. În următorul meci,cu România la Amsterdam, van Persie a marcat două goluri, primul dintr-o lovitură perfectă de cap din careu,iar al doilea dintr-un penalty.

## Viața personală
În timpul sezonului 2004-2005, van Persie a fost acuzat de viol de o regină a frumuseții olandeză, Sandra Krijgsman, dar acuzațiile au fost respinse din cauza lipsei de dovezi, în urma unei investigații a poliției. Mai târziu, Krijgsman a declarat că a inventat povestea pentru a-și face publicitate. Van Persie a recunoscut că și-a înșelat soția cu Krijgsman, dar a fost iertat de aceasta. Cu toate că unele surse susțin că este creștin, van Persie nu și-a declarat niciodată religia. Van Persie este căsătorit cu marocanca Bouchra Elbali și împreună au doi copii: un fiu, Shaqueel, (născut pe data de 16 noiembrie 2006) și o fiică pe nume Dina. Ei trăiesc în Goffs Oak, Hertfordshire.

## Statistici carieră

### Club
La 16 martie 2019.
| Club              | Sezon        | Campionat      | Campionat | Campionat | Cupă    | Cupă   | Cupa Ligii | Cupa Ligii | Europa  | Europa | Altele  | Altele | Total   | Total  |
| Club              | Sezon        | Ligă           | Meciuri   | Goluri    | Meciuri | Goluri | Meciuri    | Goluri     | Meciuri | Goluri | Meciuri | Goluri | Meciuri | Goluri |
| ----------------- | ------------ | -------------- | --------- | --------- | ------- | ------ | ---------- | ---------- | ------- | ------ | ------- | ------ | ------- | ------ |
| Feyenoord         | 2001–02      | Eredivisie     | 10        | 0         | 0       | 0      | –          | –          | 7       | 0      | –       | –      | 17      | 0      |
| Feyenoord         | 2002–03      | Eredivisie     | 23        | 9         | 3       | 7      | –          | –          | 2       | 0      | –       | –      | 28      | 16     |
| Feyenoord         | 2003–04      | Eredivisie     | 28        | 6         | 2       | 0      | –          | –          | 3       | 0      | –       | –      | 33      | 6      |
| Feyenoord         | Total        | Total          | 61        | 15        | 5       | 7      | –          | –          | 12      | 0      | –       | –      | 78      | 22     |
| Arsenal           | 2004–05      | Premier League | 26        | 5         | 5       | 3      | 3          | 1          | 6       | 1      | 1       | 0      | 41      | 10     |
| Arsenal           | 2005–06      | Premier League | 24        | 5         | 2       | 0      | 4          | 4          | 7       | 2      | 1       | 0      | 38      | 11     |
| Arsenal           | 2006–07      | Premier League | 22        | 11        | 1       | 0      | 0          | 0          | 8       | 2      | –       | –      | 31      | 13     |
| Arsenal           | 2007–08      | Premier League | 15        | 7         | 0       | 0      | 1          | 0          | 7       | 2      | –       | –      | 23      | 9      |
| Arsenal           | 2008–09      | Premier League | 28        | 11        | 6       | 4      | 0          | 0          | 10      | 5      | –       | –      | 44      | 20     |
| Arsenal           | 2009–10      | Premier League | 16        | 9         | 0       | 0      | 0          | 0          | 3       | 1      | –       | –      | 19      | 10     |
| Arsenal           | 2010–11      | Premier League | 25        | 18        | 2       | 1      | 3          | 1          | 3       | 2      | –       | –      | 33      | 22     |
| Arsenal           | 2011–12      | Premier League | 38        | 30        | 2       | 2      | 0          | 0          | 8       | 5      | –       | –      | 48      | 37     |
| Arsenal           | Total        | Total          | 194       | 96        | 18      | 10     | 11         | 6          | 52      | 20     | 2       | 0      | 277     | 132    |
| Manchester United | 2012–13      | Premier League | 38        | 26        | 4       | 1      | 0          | 0          | 6       | 3      | –       | –      | 48      | 30     |
| Manchester United | 2013–14      | Premier League | 21        | 12        | 0       | 0      | 0          | 0          | 6       | 4      | 1       | 2      | 28      | 18     |
| Manchester United | 2014–15      | Premier League | 27        | 10        | 2       | 0      | 0          | 0          | –       | –      | –       | –      | 29      | 10     |
| Manchester United | Total        | Total          | 86        | 48        | 6       | 1      | 0          | 0          | 12      | 7      | 1       | 2      | 105     | 58     |
| Fenerbahçe        | 2015–16      | Süper Lig      | 31        | 16        | 5       | 5      | —          | —          | 12      | 1      | —       | —      | 48      | 22     |
| Fenerbahçe        | 2016–17      | Süper Lig      | 24        | 9         | 4       | 4      | —          | —          | 7       | 1      | —       | —      | 35      | 14     |
| Fenerbahçe        | 2017–18      | Süper Lig      | 2         | 0         | 0       | 0      | —          | —          | 2       | 0      | —       | —      | 4       | 0      |
| Fenerbahçe        | Total        | Total          | 57        | 25        | 9       | 9      | 0          | 0          | 21      | 2      | —\|     | —\|    | 87      | 36     |
| Feyenoord         | 2017–18      | Eredivisie     | 12        | 5         | 2       | 2      | —          | —          | —       | —      | —       | —      | 14      | 7      |
| Feyenoord         | 2018–19      | Eredivisie     | 21        | 14        | 4       | 2      | —          | —          | 1       | 0      | 1       | 0      | 27      | 16     |
| Feyenoord         | Total        | Total          | 33        | 19        | 6       | 4      | —          | —          | 1       | 0      | 1       | 0      | 41      | 23     |
| Career total      | Career total | Career total   | 427       | 198       | 43      | 31     | 11         | 6          | 99      | 29     | 4       | 2      | 589     | 271    |

## Palmares

### Club
Feyenoord
- Cupa UEFA: 2001–02[65]

Arsenal
- FA Cup: 2004–05[66]
- FA Community Shield: 2004[67]

Manchester United
- Premier League: 2012–13[68]
- FA Community Shield: 2013[69]

### Individual
- Golgheter all-time al naționalei Țărilor de Jos[70]
- Talentul anului în fotbalul olandez (1): 2001–02[71]
- KNVB Best Young Talent Award (1): 2001–02[72]
- Premier League Player of the Month (5): noiembrie 2005,[73] octombrie 2009,[74] octombrie 2011,[75] decembrie 2012,[76] aprilie 2013[77]
- BBC Goal of the Month (5): Sept. 2006, Dec. 2008, decembrie 2011, aprilie 2013
- Premier League Golden Boot Landmark Award (3): 2011–12 (10 goluri),[78] 2011–12 (20 de goluri),[79] 2011–12 (30 de goluri)[80]
- Premier League Golden Boot (2): 2011–12,[81] 2012–13[82]
- PFA Players' Player of the Year (1): 2011–12[83]
- PFA Fans' Player of the Year (1): 2012[84]
- Premier League PFA Team of the Year (2): 2011–12,[85] 2012–13[86]
- FWA Footballer of the Year (1): 2011–12[87]
- ESM Team of the Year (1): 2011–12[88]
- Sir Matt Busby Player of the Year (1): 2012–13[89]
- Manchester United Goal of the Season (1): aprilie 2013 vs Aston Villa[90]
- FIFA World Cup 2014 Man of the Match (1): vs Spain[91]